# Agave parrasana
Agave parrasana, de nombre común agave parrasano, y también maguey de parras, es una especie originaria del centro-norte de México que crece en las zonas montañosas a una altura entre 1500 y 2500 m.

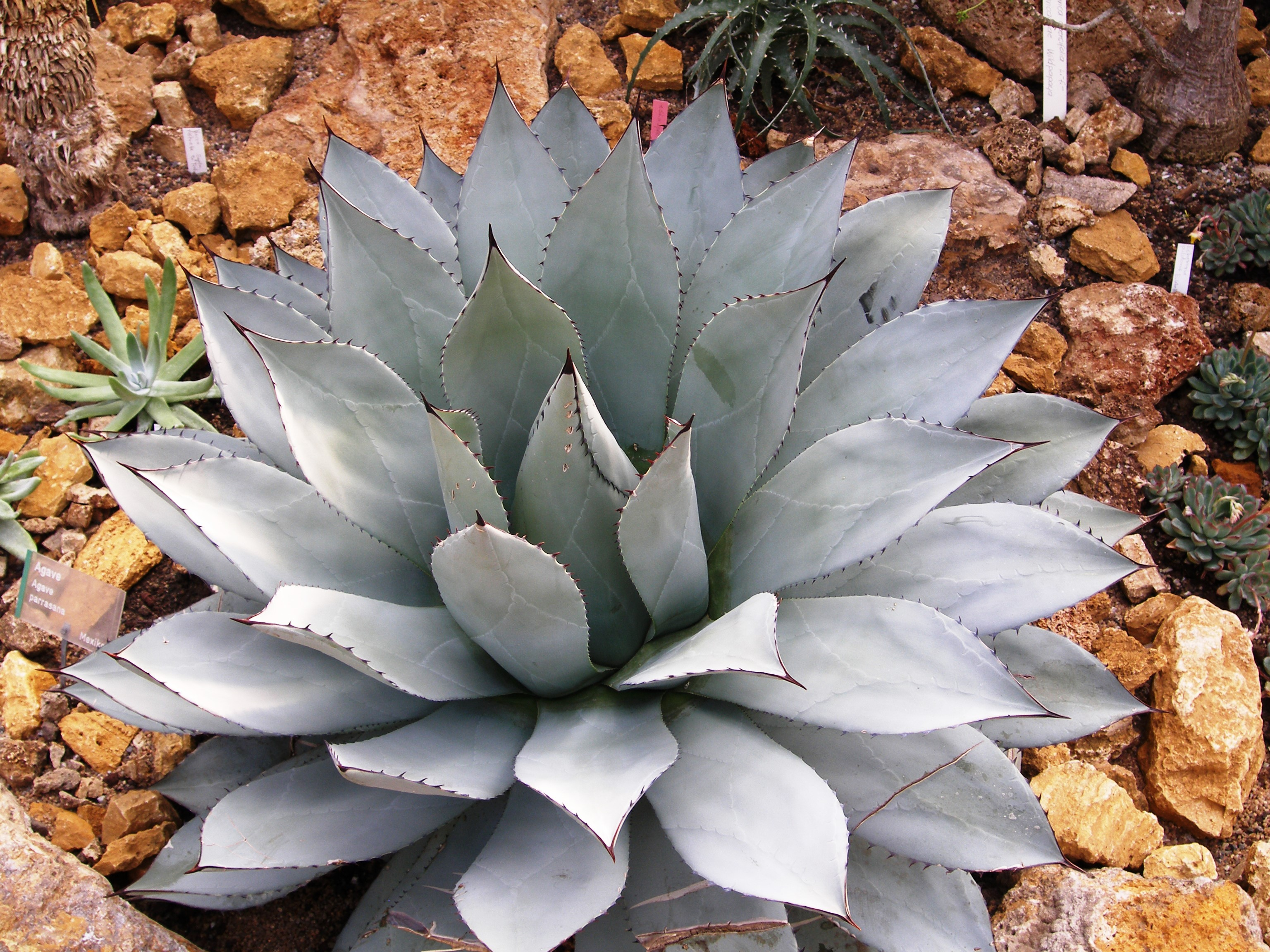
Vista de la planta

## Distribución
Esta especie está sujeta a una protección especial en la Reserva Ecológica Municipal Sierra y Cañón de Jimulco en el municipio de Torreón en el estado mexicano de Coahuila.

## Taxonomía
Agave parrasana fue descrito por Alwin Berger  y publicado en Notizblatt des Botanischen Gartens und Museums zu Berlin-Dahlem 4(38): 250. 1906.
Etimología
Agave: nombre genérico que fue dado a conocer científicamente en 1753 por el naturalista sueco Carlos Linneo, quien lo tomó del griego Agavos. En la mitología griega, Ágave era una ménade hija de Cadmo, rey de Tebas que, al frente de una muchedumbre de bacantes, asesinó a su hijo Penteo, sucesor de Cadmo en el trono. La palabra agave alude, pues, a algo admirable o noble.
parrasana: epíteto geográfico que alude a la localización de la especie tipo en la Sierra de Parras (Coahuila).
Sinonimia
- Agave wislizeni subsp. parrasana (A.Berger) Gentry	[3][4]